# مونمانی، کبک
مونمانی (به فرانسوی: Montmagny) شهرکی در منطقه شهری مومانی منطقه شودییر-آپالاش در استان کبک کانادا است. در سرشماری سال ۲۰۱۱ این شهرک ۱۱٬۶۶۷ نفر جمعیت داشته‌است و مساحت آن ۱۲۵٫۷۶ کیلومتر مربع است.